# Lía Fabiola Bianco
Lía Fabiola Bianco (n. 10 de septiembre de 1966, Misiones) es una abogada y política argentina, actual Ministra Secretaria de Estado de Acción Cooperativa, Mutual, Comercio e Integración de la Provincia de Misiones, y que anteriormente se desempeñó como diputada nacional por la provincia de Misiones.
Bianco realizó sus estudios universitarios en la Universidad Nacional del Nordeste y se graduó como abogada el día 8 de julio de 1990, especializándose en Derecho Laboral.
Entre 1991 y 2001 se desempeñó como jefa del departamento de Asesoría Letrada, perteneciente a la Subsecretaría de Trabajo y Empleo de la provincia de Misiones. En 2002, alcanza el máximo cargo en esa Subsecretaria.
En 2005, es nombrada presidenta de la Comisión Provincial de Erradicación del Trabajo Infantil, creada por decreto provincial en el año 2002.
El 10 de diciembre de 2005, asume como diputada nacional, representando a la provincia de Misiones en el Congreso de la Nación.
El 29 de julio de 2016, presta juramento como Presidenta del Honorable Tribunal de Cuentas de la Provincia de Misiones. La ceremonia fue encabezada por el gobernador Hugo Passalacqua, quien estuvo acompañado por integrantes del directorio del citado organismo, quienes refrendaron el acta ante el Escribano General de Gobierno. Previamente fue confirmada mediante decreto del Poder Ejecutivo provincial, previo acuerdo de la Cámara de Representantes de la provincia, como rige en la Constitución de la provincia de Misiones.